# إلياس يعيش
إلياس يعيش (27 أكتوبر 1997 بتيزي وزو في الجزائر - ) لاعب كرة قدم جزائري في مركز الوسط. وهو يلعب حاليا لنادي اتحاد الجزائر

## روابط خارجية
- إلياس يعيش على موقع قاعدة بيانات كرة القدم.إي يو (الإنجليزية)
- إلياس يعيش على موقع Soccerway.com (الإنجليزية)